# Histon łącznikowy
Histony łącznikowe – rodzina małych, zasadowych białek histonowych, do których zalicza się histon H1 i jego odmianę histon H5. W porównaniu z innymi histonami cechuje je względnie duża heterogenność. Średnia masa histonu łącznikowego wynosi około 20 kDa. Białko to jest zlokalizowane w obrębie nukleosomu w miejscu, w którym DNA schodzi i wchodzi do nukleosomu, tworząc swego rodzaju klamrę spinającą całość. Histony łącznikowe zbudowane są z trzech domen: globularnej domeny głównej oraz dwóch małych domen - N-końcowej i C-końcowej. Domena główna złożona jest z około 80 aminokwasów. Jedna z hipotez na temat pochodzenia tej domeny zakłada, że jest ona produktem fuzji bogatego w lizynę prokariotycznego białka kondensującego DNA i białka pełniącego funkcje strukturalne. GH5 (globularna domena histonu H5) posiada podobną strukturę przestrzenną jak bakteryjne białka CAP co może częściowo popierać powyższą teorię.
Warto odnotować, że pomimo swojej nazwy żadne z tych białek nie posiadają charakterystycznej domeny nazywanej "fałdem histonowym" Obecnie istnieją co najmniej trzy modele przedstawiające ułożenie histonu H1 na nukleosomie. Niestety z powodu niedoboru danych strukturalnych (brak precyzyjnie wyznaczonej struktury trzeciorzędowej tego białka) nie można definitywnie potwierdzić żadnego z tych modeli.
Do niedawna histony łącznikowe uważano za generalne represory transkrypcji, jednak obecnie uważa się je za specyficzny czynnik regulacyjny zarówno pozytywny jak i negatywny. Podstawową rolą histonów łącznikowych jest utrzymanie zwartej struktury chromatyny z zachowaniem odpowiednich odległości między poszczególnymi nukleosomami. Wykazano, że chromatyna w sztuczny sposób pozbawiona histonu H1 ma problemy z wykształceniem stabilnych struktur wyższego rzędu; może się ona jednak fałdować przy odpowiednio wysokich stężeniach kationów metali w roztworze. Badania z wykorzystaniem rozpraszania neutronów wskazują na możliwość tworzenia włókien o średnicy 30nm. Histony łącznikowie wiążą się z chromatyną w sposób dynamiczny, prawdopodobnie poprzez rozpuszczalny intermediat, ponieważ nie wykryto interakcji pomiędzy włóknami chromatyny podczas tego procesu. Z przeprowadzonych badań wynika, że po fuzji komórek pochodzących z odmiennych organizmów zachodzi szybka migracja histonów H1. Mimo to badania immunochemiczne pokazały, że histony łącznikowe są trwale związane z chromatyną i jedynie niewielki fragment ich populacji występuje w jądrze komórkowym, w sąsiedztwie chromosomów. Ponadto wydaje się, że H1 jest stabilniej związany z heterochromatyną niż z euchromatyną.